# Britské blues
Britské blues je forma hudby odvozená z původního amerického blues, která vznikla v druhé polovině 50. let, a který dosáhl svého vrcholu popularity hlavního proudu v 60. letech, kdy vytvořili výrazný a vlivný žánr ve kterém dominuje elektrická kytara a udělal mezinárodními hvězdami více zastánců žánru včetně John Mayall, Erica Claptona, Fleetwood Mac (60. léta) a The Rolling Stones. Mnohé z nich se dostali do hlavního proudu rockové hudby a jako výsledek britského blues pomohl vytvořit mnoho nástupnických žánrů rocku. Od té doby přímý zájem o blues v Británii klesla, ale mnoho z klíčových umělců vrátili k britskému blues v posledních letech se objevily nové počiny, a byl obnoven zájem o tento žánr.

## Představitelé
- The Animals
- Long John Baldry
- Bakerloo
- Duster Bennett
- Blues Incorporated
- Chicken Shack
- Graham Bond
- Jack Bruce
- Eric Clapton
- Cream
- Cyril Davies
- Fleetwood Mac
- John Mayall
- Peter Green
- Jo Ann Kelly
- Alexis Korner